# Nuevo Perú
Nuevo Perú por el Buen Vivir (antes conocido como Nuevo Perú por Democracia, Soberanía y Justicia) es un partido  político peruano que se sitúa en la izquierda del espectro político. Su Congreso Fundacional se celebró el 9 y 10 de diciembre de 2017 en Lima. Su líder es la excandidata presidencial y excongresista Verónika Mendoza y su secretario general es el sindicalista Énver León. 
El movimiento Nuevo Perú es sucesor del Movimiento Sembrar e integra a otras organizaciones políticas como el Partido Socialista. En 2023, el movimiento Tierra y Libertad, antiguo socio del entonces Movimiento Sembrar dentro del Frente Amplio, se fusiona al Nuevo Perú.

## Historia

### Bancada Nuevo Perú
En 10 de julio de 2017 se produjo la separación de 10 congresistas de la bancada de Frente Amplio y el 26 de julio Nuevo Perú nombró a sus coordinadores y representantes ante la Junta de Portavoces del Congreso para el periodo 2017-2018: Alberto Quintanilla coordinador del bloque parlamentario y Tania Pariona encargada de la coordinación alterna.
En septiembre de 2017 al declararse inconstitucional la llamada "ley anti tránsfugas" en el Congreso de la República se reconoció oficialmente al Grupo Parlamentario Nuevo Perú, formado por los siguientes congresistas:
| Congresista | Congresista         | Partido Político   | Circunscripción |
| ----------- | ------------------- | ------------------ | --------------- |
|             | Richard Arce        | Independiente      | Apurímac        |
|             | Horacio Zeballos    | Independiente      | Arequipa        |
|             | Tania Pariona       | Frente Amplio      | Ayacucho        |
|             | Edgar Ochoa         | Movimiento Sembrar | Cuzco           |
|             | Mario Canzio        | Frente Amplio      | Junín           |
|             | Marisa Glave        | Partido Socialista | Lima            |
|             | Manuel Dammert      | Frente Amplio      | Lima            |
|             | Indira Huilca       | Movimiento Sembrar | Lima            |
|             | Alberto Quintanilla | Tierra y Libertad  | Puno            |
|             | Oracio Pacori       | Tierra y Libertad  | Puno            |

### Congreso fundacional
El Congreso Fundacional del movimiento se celebró el 9 y 10 de diciembre de 2017. En la reunión, celebrada en la Confederación de Trabajadores de Construcción Civil en el distrito de La Victoria, Lima participaron 500 representantes de todo el Perú. Desde entonces, está en proceso la recolección de 700 mil firmas necesarias para inscribirse como partido político ante el Jurado Nacional de Elecciones.

### Elecciones generales 2021
El movimiento se unió a la coalición Juntos por el Perú (registrada como partido político), con Verónika Mendoza como su candidata presidencial. Esta organización quedó en sexto lugar en los comicios, con 1 132 577 votos válidos y actualmente cuenta con cinco congresistas electos para el periodo 2021-2026, entre los que se encuentran el psicólogo Roberto Sánchez, la periodista Sigrid Bazán, la abogada Ruth Luque, el sociólogo Edgard Reymundo y la sindicalista Isabel Cortez.
En la segunda vuelta presidencial, el Nuevo Perú decidió apoyar la campaña del entonces candidato presidencial Pedro Castillo, el cual tenía como contrincante a Keiko Fujimori. El movimiento se sumó a los equipos que elaboraron un programa de gobierno y la difusión de la campaña en las regiones.

### Convulsión social de 2022
Tras la destitución de Pedro Castillo, el Nuevo Perú se sumó al rechazo contra Dina Boluarte. El movimiento participó de las distintas movilizaciones convocadas por organizaciones sociales que tuvieron lugar en Lima y en todo el país.
El 17 de diciembre de aquel año, su local partidario, ubicado en Plaza Bolognesi, fue allanado por la policía en una intervención irregular, como la calificó la organización política y diversos grupos de derechos humanos. En su local se alojaban y se les proporcionaba alimentación a delegaciones de manifestantes que venían de regiones.
La militancia de Nuevo Perú estuvo participando en las movilizaciones contra Dina Boluarte desde diciembre de 2022. Se ha sumado al pedido de adelanto de elecciones y ha refirmado su llamado a una Nueva Constitución. Junto a otras organizaciones populares y sociales conforma el CNUL, la Coordinadora Nacional unitaria de Lucha, que ha convocado a un encuentro nacional para fines de setiembre del 2023.

## Organización

Logo de Nuevo Perú desde su fundación hasta el 2023.

Nuevo Perú se organiza a partir de comités territoriales (distritales, provinciales y regionales) y comités sectoriales. Su primera presidenta fue Verónika Mendoza y su primer secretario general fue Álvaro Campana. En 2022, se celebraron elecciones de dirigentes partidarios de Nuevo Perú. Se eligió a la exministra de la Mujer Anahí Durand como presidenta y a Énver León como secretario general. Durand renunció a la presidencia al poco tiempo, la cual sigue vacante.
En 2023, anunció su reorganización al inscribirse en el Jurado Nacional de Elecciones.
El 5 de julio de 2024, el partido logra su inscripción como partido político, denominándose como Nuevo Perú por el Buen Vivir. 

## Congreso de la República

### Posicionamientos
- Abstención en la votación por la vacancia presidencial. El 22 de diciembre de 2017 durante la votación sobre la vacancia contra el presidente Pedro Pablo Kuczynski los 10 congresistas de la bancada salieron del hemiciclo y se abstuvieron “para no formar parte de la disputa entre el golpismo y el lobbismo”, señalaron en un comunicado.[9]
- Contra el indulto de Alberto Fujimori. Consideran que el indulto a Fujimori otorgado en diciembre de 2017 por el presidente Pedro Pablo Kuczynski es contrario a la justicia peruana y al derecho internacional.[10] En el posicionamiento de Nuevo Perú se denunció el pacto de impunidad del Presidente.[11]
- Violencia de género y derechos de las mujeres. La Bancada se ha posicionado en favor de luchar contra toda forma de violencia hacia la mujer y respaldar plenamente los pedidos de paridad, alternancia, equidad y dignidad para todas las mujeres. Se señaló en noviembre de 2017 cuando la bancada separó a Abraham Valencia, subsecretario general del Partido Socialista, del cargo de técnico del grupo parlamentario, tras hacerse pública una denuncia de violencia psicológica formulado por su expareja que Valencia admitió.[12]

## Resultados electorales

### Elecciones presidenciales
|  | 7.86 % |

|  | 0.00 % |

### Elecciones parlamentarias

#### Congreso unicameral
|  | 4.80 % |

|  | 6.59 % |

#### Congreso bicameral
| Año  | Senado | Senado | Senado  | Senado   | Cámara de Diputados | Cámara de Diputados | Cámara de Diputados | Cámara de Diputados | Notas |
| Año  | Votos  | %      | Escaños | Posición | Votos               | %                   | Escaños             | Posición            | Notas |
| ---- | ------ | ------ | ------- | -------- | ------------------- | ------------------- | ------------------- | ------------------- | ----- |
| 2026 |        |        | 0/60    |          |                     |                     | 0/130               |                     |       |

### Elecciones al Parlamento Andino
|  | 6.98 % |

|  | 0.00 % |

### Elecciones regionales y municipales
| Año  | Gobiernos Regionales | Alcaldías Provinciales | Alcaldías Distritales |
| Año  | Representantes       | Representantes         | Representantes        |
| ---- | -------------------- | ---------------------- | --------------------- |
| 2026 | 0/25                 | 0/196                  | 0/1874                |